# Europese kampioenschappen kunstschaatsen 1981
De Europese Kampioenschappen kunstschaatsen zijn wedstrijden die samen een jaarlijks terugkerend evenement vormen, georganiseerd door de Internationale Schaatsunie (ISU).
De kampioenschappen van 1981 vonden van 3 tot en met 8 februari plaats in de Olympiahal te Innsbruck. Het was de eerste keer dat de kampioenschappen in Innsbruck plaatsvonden en de elfde keer dat ze in Oostenrijk plaatsvonden. Eerder vonden er negen EK’s plaats in Wenen (1892, 1894, 1901, 1914, 1927, 1931 voor de mannen, 1930 voor de vrouwen en paren, en 1952, 1957) en één EK in Seefeld (Tirol) (1934 voor de mannen).
Voor de mannen was het de 73e editie, voor de vrouwen en paren was het de 45e editie en voor de ijsdansers de 28e editie.

## Historie
De Duitse en Oostenrijkse schaatsbond, verenigd in de "Deutscher und Österreichischer Eislaufverband", organiseerden zowel het eerste EK Schaatsen voor mannen als het eerste EK Kunstschaatsen voor mannen in 1891 in Hamburg, in toen nog het Duitse Keizerrijk, nog voor het ISU in 1892 werd opgericht. De internationale schaatsbond nam in 1892 de organisatie van het EK kunstschaatsen over. In 1895 werd besloten voortaan het WK kunstschaatsen te organiseren en kwam het EK te vervallen. In 1898, na twee jaar onderbreking, vond toch weer een herstart plaats van het EK kunstschaatsen.
De vrouwen en paren zouden vanaf 1930 jaarlijks om de Europese titel strijden. De ijsdansers streden vanaf 1954 om de Europese titel in het kunstschaatsen.

## Deelname
Er namen deelnemers uit achttien landen deel aan deze kampioenschappen. Zij vulden het aantal van 70 startplaatsen in de vier disciplines in.
Voor België nam Editha Dotson voor de tweede keer deel in het vrouwentoernooi. Voor Nederland debuteerden Rudina Pasveer in het vrouwentoernooi en Marianne van Bommel /
Wayne Deweyert bij het ijsdansen.
(Tussen haakjes het totaal aantal startplaatsen over de disciplines.)
| Sovjet-Unie (10) Verenigd Koninkrijk (8) West-Duitsland (6) Duitse Democratische Republiek (5) Frankrijk (4) | Italië (4) Joegoslavië (4) Tsjecho-Slowakije (4) Zweden (4) Zwitserland (4) | Oostenrijk (3) Polen (3) Bulgarije (2) Finland (2) | Hongarije (2) Nederland (2) Spanje (2) België (1) |

## Medaille verdeling
Bij de mannen stonden de drie medaillewinnaars voor de eerste keer op het erepodium bij het EK Kunstschaatsen. Igor Bobrin werd de 30e Europees kampioen en de tweede kampioen uit de Sovjet-Unie na Vladimir Kovalev (1975). Jean-Christophe Simond was na Alain Giletti (negen medailles), Alain Calmat (zes medailles) en Patrick Péra (drie medailles) de vierde Fransman die op het EK podium plaatsnam. De West-Duitser Norbert Schramm nam de derde positie in.
Bij de vrouwen werd Denise Biellmann de 21e Europees kampioene en de eerste Zwitserse vrouw die deze titel veroverde. In 1947 had Hans Gerschwiler bij de mannen de eerste Europese titel voor Zwitserland behaald. Het was haar tweede medaille, in 1979 werd ze derde. Sanda Dubravcic, op de tweede plaats, veroverde de eerste medaille voor Joegoslavië bij het EK Kunstschaatsen. De Oostenrijkse Claudia Kristofics-Binder stond ook voor de eerste keer op het erepodium.
Bij de paren veroverde voor het zeventiende opeenvolgende jaar een Sovjet paar de Europese titel. Irina Vorobieva / Igor Lisovski waren het achttiende paar en het vijfde Sovjet paar die de Europese titel veroverden. Het was als paar hun tweede medaille, in 1979 werden ze tweede. Voor Vorobieva was het haar vierde medaille, in 1976 werd ze derde en in 1977 tweede met Alexandr Vlasov. Het West-Duitse paar op de tweede plaats, Christina Riegel / Andreas Nischwitz, behaalden hun eerste EK medaille. De Europees kampioenen van 1979, het paar Marina Cherkasova / Sergei Shakhrai, stonden op de derde plaats. Het was hun vijfde medaille, in 1977 werden ze ook derde en in 1978 en 1980 tweede.
Bij het ijsdansen werden Jayne Torvill / Christopher Dean het dertiende paar en het zevende Britse paar die de Europese titel veroverden. Het was hun eerste EK medaille. Het paar op de tweede plaats, Irina Moiseeva / Andrei Minenkov, veroverden hun zesde medaille, in 1977 en 1978 werden ze Europees kampioen, in 1976 en 1979 tweede en in 1980 derde. Het paar op de derde plaats, Natalja Linitsjoek / Gennadi Karponossov stonden voor de achtste opeenvolgende keer op het erepodium, vijf keer op plaats drie (1974-1977 en dit jaar), in 1978 op plaats twee en in 1979 en 1980 werden ze Europees kampioen.
| Discipline | Goud                             | Zilver                               | Brons                                    |
| ---------- | -------------------------------- | ------------------------------------ | ---------------------------------------- |
| Mannen     | Igor Bobrin                      | Jean-Christophe Simond               | Norbert Schramm                          |
| Vrouwen    | Denise Biellmann                 | Sanda Dubravcic                      | Claudia Kristofics-Binder                |
| Paren      | Irina Vorobieva / Igor Lisovski  | Christina Riegel / Andreas Nischwitz | Marina Cherkasova / Sergei Shakhrai      |
| IJsdansen  | Jayne Torvill / Christopher Dean | Irina Moiseeva / Andrei Minenkov     | Natalja Linitsjoek / Gennadi Karponossov |

## Uitslagen
pc/9 = plaatsingcijfer door 9 juryleden 
| #      | naam (deelname)            | land                                    | pc/9 |
| ------ | -------------------------- | --------------------------------------- | ---- |
| Goud   | Igor Bobrin (4)            | Vlag van Sovjet-Unie                    | 3.8  |
| Zilver | Jean-Christophe Simond (5) | Vlag van Frankrijk                      | 6.0  |
| Brons  | Norbert Schramm (2)        | Vlag van Duitsland                      | 6.0  |
| 4      | Hermann Schülz (4)         | Vlag van Duitse Democratische Republiek | 6.6  |
| 5      | Jozef Sabovcik (3)         | Vlag van Tsjechië                       | 10.6 |
| 6      | Vladimir Kotin             | Vlag van Sovjet-Unie                    | 11.8 |
| 7      | Grzegorz Filipowski        | Vlag van Polen                          | 15.2 |
| 8      | Falko Kirsten              | Vlag van Duitse Democratische Republiek | 16.0 |
| 9      | Alexandr Fadeev            | Vlag van Sovjet-Unie                    | 17.2 |
| 10     | Patrice Macrez (2)         | Vlag van Frankrijk                      | 19.6 |
| 11     | Christopher Howarth (3)    | Vlag van Verenigd Koninkrijk            | 24.2 |
| 12     | Thomas Oberg (8)           | Vlag van Zweden                         | 24.4 |
| 13     | Lars Akesson               | Vlag van Zweden                         | 26.6 |
| 14     | Mark Pepperday             | Vlag van Verenigd Koninkrijk            | 27.8 |
| 15     | Bruno Watschinger (2)      | Vlag van Oostenrijk                     | 28.2 |
| 16     | Richard Furrer             | Vlag van Zwitserland                    | 30.2 |
| 17     | Ivan Kralik                | Vlag van Tsjechië                       | 34.4 |
| 18     | Bruno del Maestro          | Vlag van Italië                         | 35.4 |
| 19     | Miljan Begovic (2)         | Vlag van Joegoslavië (1943-1992)        | 35.4 |
| 20     | Boiko Alexiev (2)          | Vlag van Bulgarije (1971-1990)          | 40.0 |
| 21     | Jose Antonio Rodrigo       | Vlag van Spanje                         | 42.0 |

| #      | naam (deelname)               | land                                    | pc/9   |
| ------ | ----------------------------- | --------------------------------------- | ------ |
| Goud   | Denise Biellmann (5)          | Vlag van Zwitserland                    | 3.8    |
| Zilver | Sanda Dubravcic (5)           | Vlag van Joegoslavië (1943-1992)        | 5.8    |
| Brons  | Claudia Kristofics-Binder (4) | Vlag van Oostenrijk                     | 7.4    |
| 4      | Kristiina Wegelius (5)        | Vlag van Finland                        | 8.4    |
| 5      | Katarina Witt (3)             | Vlag van Duitse Democratische Republiek | 10.2   |
| 6      | Deborah Cottrill (4)          | Vlag van Verenigd Koninkrijk            | 10.4   |
| 7      | Kira Ivanova (3)              | Vlag van Sovjet-Unie                    | 11.6   |
| 8      | Karin Riediger (4)            | Vlag van Duitsland                      | 14.4   |
| 9      | Carola Paul                   | Vlag van Duitse Democratische Republiek | 19.0   |
| 10     | Manuela Ruben                 | Vlag van Duitsland                      | 20.8   |
| 11     | Karen Wood                    | Vlag van Verenigd Koninkrijk            | 23.4   |
| 12     | Anita Siegfried (2)           | Vlag van Zwitserland                    | 24.8   |
| 13     | Karin Telser                  | Vlag van Italië                         | 26.6   |
| 14     | Pairi Nieminen                | Vlag van Finland                        | 28.8   |
| 15     | Rudina Pasveer                | Vlag van Nederland                      | 30.0   |
| 16     | Catarina Lindgren             | Vlag van Zweden                         | 33.0   |
| 17     | Franca Bianconi (4)           | Vlag van Italië                         | 34.6   |
| 18     | Editha Dotson (2)             | Vlag van België                         | 36.2   |
| 19     | Petra Malivuk                 | Vlag van Joegoslavië (1943-1992)        | 39.0   |
| 20     | Beata Nachrzter               | Vlag van Polen                          | 39.4   |
| 21     | Nevenka Lisak (2)             | Vlag van Joegoslavië (1943-1992)        | 40.2   |
| 22     | Tzvetanka Stefanova           | Vlag van Bulgarije (1971-1990)          | 45.4   |
| 23     | Rosario Esteban               | Vlag van Spanje                         | 46.6   |
| -      | Beatrice Farinacci            | Vlag van Frankrijk                      | t.z.t. |

| #      | naam (deelname)                            | land                                    | pc/9 |
| ------ | ------------------------------------------ | --------------------------------------- | ---- |
| Goud   | Irina Vorobieva (4) Igor Lisovski (2)      | Vlag van Sovjet-Unie                    | 1.4  |
| Zilver | Christina Riegel (3) Andreas Nischwitz (5) | Vlag van Duitsland                      | 3.2  |
| Brons  | Marina Cherkasova (5) Sergei Shakhrai (5)  | Vlag van Sovjet-Unie                    | 3.8  |
| 4      | Birgit Lorenz Knut Schubert (2)            | Vlag van Duitse Democratische Republiek | 6.0  |
| 5      | Veronika Pershina Marat Akbarov            | Vlag van Sovjet-Unie                    | 6.6  |
| 6      | Susan Garland (2) Robert Daw (2)           | Vlag van Verenigd Koninkrijk            | 8.4  |

| #      | naam (deelname)                                 | land                         | pc/9 |
| ------ | ----------------------------------------------- | ---------------------------- | ---- |
| Goud   | Jayne Torvill (5) Christopher Dean (4)          | Vlag van Verenigd Koninkrijk | 2    |
| Zilver | Irina Moiseeva (9) Andrei Minenkov (9)          | Vlag van Sovjet-Unie         | 4    |
| Brons  | Natalja Linitsjoek (8) Gennadi Karponossov (12) | Vlag van Sovjet-Unie         | 6    |
| 4      | Natalja Bestemjanova (2) Andrej Boekin (2)      | Vlag van Sovjet-Unie         | 8    |
| 5      | Karen Barber (3) Nicholas Slater (3)            | Vlag van Verenigd Koninkrijk | 10   |
| 6      | Nathalie Herve (2) Pierre Bechu (2)             | Vlag van Frankrijk           | 12   |
| 7      | Jana Berankova Jan Bartak                       | Vlag van Tsjechië            | 14   |
| 8      | Birgit Goller (2) Peter Klisch (2)              | Vlag van Duitsland           | 16   |
| 9      | Wendy Sessions Stephan Williams                 | Vlag van Verenigd Koninkrijk | 18   |
| 10     | Judit Peterfy Csaba Balint                      | Vlag van Hongarije           | 20   |
| 11     | Elisabette Parisi (3) Roberto Pelizzola (2)     | Vlag van Italië              | 22   |
| 12     | Gabriella Remport (3) Sandor Nagy (3)           | Vlag van Hongarije           | 24   |
| 13     | Jindra Hola (2) Karol Foltan (2)                | Vlag van Tsjechië            | 26   |
| 14     | Maria Kniffer Manfred Hubler                    | Vlag van Oostenrijk          | 28   |
| 15     | Regula Lattmann (3) Hanspeter Müller (3)        | Vlag van Zwitserland         | 30   |
| 16     | Petra Born Rainer Schonborn                     | Vlag van Duitsland           | 32   |
| 17     | Marianne van Bommel Wayne Deweyert              | Vlag van Nederland           | 34   |
| 18     | Iwona Bielas Jacek Jasiaczek                    | Vlag van Polen               | 36   |
| 19     | Ulla Ornamerker Thomas Svedberg                 | Vlag van Zweden              | 38   |

Medaillewinnaars

Mannen · 
Vrouwen ·
Paren · 
IJsdansen

Toernooi

1891 · 
1892 · 
1893 · 
1894 · 
1895 · 
1896-1897 · 
1898 · 
1899 · 
1900 · 
1901 · 
1902-1903 · 
1904 · 
1905 · 
1906 · 
1907 · 
1908 · 
1909 · 
1910 · 
1911 · 
1912 · 
1913 · 
1914 · 
1915-1921 · 
1922 · 
1923 · 
1924 · 
1925 · 
1926 · 
1927 · 
1928 · 
1929 · 
1930 · 
1931 · 
1932 · 
1933 · 
1934 · 
1935 · 
1936 · 
1937 · 
1938 · 
1939 ·
1940-1946 · 
1947 · 
1948 · 
1949 · 
1950 · 
1951 · 
1952 · 
1953 · 
1954 · 
1955 · 
1956 · 
1957 · 
1958 · 
1959 · 
1960 · 
1961 · 
1962 · 
1963 · 
1964 · 
1965 · 
1966 · 
1967 · 
1968 · 
1969 · 
1970 · 
1971 · 
1972 · 
1973 · 
1974 · 
1975 · 
1976 · 
1977 · 
1978 · 
1979 · 
1980 · 
1981 · 
1982 · 
1983 · 
1984 · 
1985 · 
1986 · 
1987 · 
1988 · 
1989 · 
1990 · 
1991 · 
1992 · 
1993 · 
1994 · 
1995 ·
1996 · 
1997 · 
1998 · 
1999 · 
2000 · 
2001 · 
2002 · 
2003 · 
2004 · 
2005 · 
2006 ·
2007 ·
2008 ·
2009 ·
2010 ·
2011 ·
2012 ·
2013 ·
2014 ·
2015 ·
2016 ·
2017 ·
2018 ·
2019 ·
2020 ·
2021 · 
2022 · 
2023 · 
2024 · 
2025

WK kunstschaatsen ·
WK kunstschaatsen junioren ·
Viercontinentenkampioenschap ·
Olympische Spelen